# Великополско-Куявска низина
Великополско-Куявската низина (на полски: Nizina Wielkopolsko-Kujawska) e обширна низина в Полша, предимно на територията на историческите области Велика Полша и Куявия, съставна част на Средноевропейската равнина. Простира се между долното течение на река Варта и десния ѝ приток Нотеч на север и средното течение на река Одра и десния ѝ приток Барич на запад и юг. На изток по долината на река Висла се слива с Мазовецко-Подляската низина. Надморската ѝ височина варира от 18 m на северозапад до 227 m на югоизток. Повърхността ѝ е наклонена от изток на запад и от северната и южната ѝ периферия към центъра. Изградена е от плейстоценски ледникови и водно-ледникови наслаги, развити върху плиоценски глини, мезозойски и пермски седименти, пронизани от солени куполи (добив на калиеви соли в района на град Иновроцлав и на други места). Характерна особеност за релефа на низината е съчетанието от ниски и широки понижения (т.н. прадолини), по които по време на плейстоценското заледяване е ставало пренос на ледникови води, плоски или леко хълмисти равнинни пространства развити върху основната (подледникова) морена и зандровите полета и ниски ридове и хълмове изградени от крайните (страничните и челните) морени, като всички те са добре съхранени в междуречията на съвременните реки. В речните долини се редуват широчинни (съгласно направлението на прадолините) и перпендикулярните на тях участъци, прорязващи моренните ридове. Многочислените езера, предимно с продълговата форма са разпространени повсеместно, като най-голямо е езерото Гопло (23,4 km²). Климатът е умерен, преходен от морски към континентален. Средна януарска температура -1,5°С, -2,5°С, средна юлска 17,5°С, 18°С, годишна сума на валежите 550 – 650 mm. Зандровите участъци и моренните хълмове са заети от борови и дъбови гори. Големи части от низината са земеделски усвоени като се отглеждат зърнени култури, картофи, овощия и се развива месо-млечното животновъдство. Цялата низина е гъсто заселена, като най-големите градове са Познан, Гожов Велкополски, Бидгошч, Торун.